# رهام مهران
رهام مهران یک افسر نظامی قدرتمند ایرانی از خاندان مهران بود.  
وی پس از مرگ یزدگرد دوم، پسر کوچک وی پیروز یکم را در نبرد با برادرش هرمزد سوم یاری داد و او را بر تخت پادشاهی ساسانیان نشانید. 